# Reddi (gruppo musicale)
Reddi è un girl group dano-svedese formato nel 2021 da Mathilde "Siggy" Savery, Ida Bergkvist e Ihan Haydar.
Hanno rappresentato la Danimarca all'Eurovision Song Contest 2022 con il brano The Show.

## Storia
Le Reddi si sono formate nel 2021 con l'intenzione di partecipare all'edizione successiva del Dansk Melodi Grand Prix, rassegna musicale utilizzata come selezione del rappresentante danese all'Eurovision Song Contest. La batterista del gruppo, Ihan Haydar, si era già esibita sul palco eurovisivo nel 2012 come musicista per la rappresentante danese Soluna Samay. Il gruppo si ispira al punk e al rock degli anni '70 e '80 e ad artisti contemporanei come Pink, Katy Perry e i Green Day.
Il 10 febbraio 2022 è stato reso noto che l'emittente DR ha selezionato le Reddi fra gli otto partecipanti all'imminente edizione del Dansk Melodi Grand Prix, fissata per il successivo 5 marzo. In occasione dell'evento, hanno presentato il loro inedito The Show e sono state proclamate vincitrici dal voto del pubblico, diventando di diritto le rappresentanti eurovisive danesi a Torino. Nel maggio successivo le Reddi si sono esibite durante la prima semifinale della manifestazione europea, dove si sono piazzate al 13º posto su 17 partecipanti con 55 punti totalizzati, non riuscendo a qualificarsi per la finale.

## Formazione
Attuale
- Mathilde "Siggy" Savery – voce, chitarra (2021-presente)
- Ida Bergkvist – basso elettrico (2021-presente)
- Ihan Haydar – batteria (2021-presente)

Precedente
- Agnes Roslund – chitarra (2021-22)

## Discografia

### Singoli
- 2022 – The Show
- 2022 – Bad Pop Song